# Francofonte
Francofonte – miejscowość i gmina we Włoszech, w regionie Sycylia, w prowincji Syrakuzy.
Według danych na rok 2004 gminę zamieszkiwało 13 097 osób, 179,4 os./km².